# Johann Baptist Bach
Johann Baptist Bach (* 16. Juni 1779 in Grafenberg, Niederösterreich; † 25. September 1847 in Wien) war ein österreichischer Jurist.

## Leben

### Familie
Johann Baptist Bach war der Sohn des Bauern Anton Franz Bach (1740–1792) und dessen Ehefrau Barbara Blöch; er hatte neun Geschwister, zu denen unter anderem der Jurist Michael Bach zählte.
Er war mit Katharina verheiratet und hatte vier Kinder, von denen jedoch bereits zwei in früher Kindheit verstarben.
Seine Neffen waren der Jurist und Politiker Alexander von Bach, der Politiker Eduard von Bach und der Komponist Otto Bach.
Er wurde auf dem Sankt Marxer Friedhof in Wien beigesetzt.

### Werdegang
Johann Baptist Bach wurde bis zum Tod seines Vaters 1792 zu Hause ausgebildet und dann von seinem Onkel Maria Alois Bach († 1839) in Wien aufgenommen, der Hof-, Hofkriegsrat und Gerichtsadvokat war und 1801 Dekan der Juristischen Fakultät an der Universität Wien wurde.
Er immatrikulierte sich 1795 an der Universität Wien zu einem Studium der Philosophie und der Rechtswissenschaften. 1797 unterbrach er sein Studium, als ein Landesaufgebot aus Freiwilligen zusammengestellt wurde, nachdem Napoleon Bonaparte bei Villach in Österreich eingefallen war. Das Aufgebot kam allerdings nicht zum Einsatz und wurde im Oktober 1797 wieder aufgelöst, sodass er sein Studium fortsetzen konnte; er promovierte am 3. Dezember 1803 zum Dr. jur.
Nach Beendigung des Studiums war er für die Hochschullehrer Ignaz von Sonnleithner und Johann Bernhard von Fölsch (1757–1820) in den Bereichen deutsche Reichsgeschichte, im Kirchen- und Wechselrecht tätig, und übernahm später eine Professur. Er arbeitete in dieser Zeit auch im Kriminal-Senat als auch im Senat für Zivil-Justiz und erhielt seine weitere praktische Ausbildung bei seinem Onkel. Er bestand die vorgeschriebenen Prüfungen, sodass er befähigt war, als Kriminalrichter, Justiziar und Syndikus tätig zu werden.
Er übernahm 1810 die Leitung der Kanzlei eines erkrankten Advokaten und wurde 1811 Oberbeamter in der Herrschaft Hundsturm. 1817 erhielt er, nachdem er die mündlichen und schriftlichen Prüfungen bestanden hatte, die Genehmigung als Advokat in Wien tätig zu werden und gründete eine eigene Kanzlei; im selben Jahr stellte er den späteren Musiker Anton Schindler als juristischen Volontär an.
Am 9. Oktober 1818 wurde er zum öffentlichen Notar ernannt.
Er wurde 1818 und 1819 als Rechtsbeistand für Ludwig van Beethoven unter anderem in dessen Sorgerechts-Angelegenheit wegen des Neffen Karl van Beethoven tätig. 1823 wurde er durch Ludwig van Beethoven zum Kurator des minderjährigen Karl von Beethoven bestellt.
1835 wurde er öffentlicher Wechsel-Notar und vom Kaiser Franz zum k.k. Hof-Witwen- und Waisen-Vertreter des Oberstallmeisteramts ernannt; nach seinem Tod übernahm sein Neffe Alexander von Bach das Amt.
Er wurde 1837 für drei Jahre zum Dekan der juristischen Fakultät gewählt; in dieser Zeit gelang es ihm erfolgreich, die Pensionen für die Witwen und Waisen der juristischen Fakultätsmitglieder zu erhöhen. Dazu gründete er für die Fakultätsmitglieder einen Aushilfsfond, den er selbst mit eintausend Gulden ausstattete.
Dank seiner Bestrebungen konnte auch die Maria Anna von Ertl’sche Stiftung 1844 gegründet werden, indem er verschiedene Gebäude ankaufte, an deren Stelle dann das Stiftshaus gebaut wurde.
Gemeinsam mit seinem Bruder Michael gründete er 1841 den Juridisch-Politischen Leseverein in Wien.

## Schriften (Auswahl)
- Ueber die Frage: Ob, und in wieferne die Erben eines öffentlichen Gesellschafters nach erfolgter Dissolution der Societät in Anspruch genommen werden können, deren Forderungen sich aus der Societätszeit herdatieren? In: Zeitschrift für österreichische Rechtsgelehrsamkeit und politische Gesetzkunde, Jahrgang 1848, Band 1. S. 204–217 (Digitalisat).